# 우쓰노미야선
우쓰노미야선(일본어: 宇都宮線, うつのみやせん 우쓰노미야센[*])은 도쿄도 다이토구 우에노역에서 도치기현 나스시오바라시의 구로이소역을 도호쿠 본선과 그 지선을 경유하여 잇는 동일본 여객철도의 운행 계통이다.

## 운행 형태
우쓰노미야 선에서의 열차 운행은 우에노역에서 시종착 하는 열차와, 이케부쿠로와 신주쿠를 거쳐 남으로 내려가는 쇼난 신주쿠 라인 직결 운행으로 나뉜다. 우에노와 오미야 사이에서, 열차는 다카사키 선과 선로를 공유하는데, 두 서비스 모두 병행하는 게이힌 도호쿠 선과 비교해 볼때 사실상의 급행선이다. 우쓰노미야 선은 우에노역 시종착 열차가 1시간에 4회 있고, 쇼난 신주쿠 라인 직결 열차는 1시간에 2대 있다. 그들 중 한 대는 쾌속열차이다. 보통 열차와 쾌속 열차는 그린차 (특실)가 포함된 10량 본편성이나 10량 본편성에 5량 부속편성을 중련한 15량 편성으로 운행하며, 동일본 여객철도 E231계 전동차, 동일본 여객철도 E233계 전동차가 쓰이고 있다. 15량 중련 편성의 경우 고가네이 역에서 우쓰노미야 또는 구로이소 역 쪽으로 가는 열차들은 5량 부속편성을 분리한 채 10량 본편성으로만 계속 운행한다.
우쓰노미야 선에서 가장 빠른 열차는 쾌속 '라비토'인데, 우에노와 우쓰노미야 사이(106.1Km)을 1시간 26분 내로 잇는다.
최근 몇 년간, 지속적으로 열차 편수 증가가 있기는 했지만, 이 노선에서의 열차 운행은 우쓰노미야역부터 반으로 줄어든다. 우쓰노미야 남부에서, 그린샤가 달린 10량 또는 15량 E231계 4문형 교외 통근형 전동차가 운행하지만, 북쪽에서는 주로 3문형 221계 전동차가 운행된다.
2015년 3월 14일 우에노도쿄라인 개통때부터 도카이도선 직통운행 하기 시작했다.

### 특급
많은 특급들이 이 노선을 따라 운행한다.
- 오하요 도치기 / 홈타운 도치기
- 닛코 / 스페시아 닛코 / 기누가와 / 스페시아 기누가와(신주쿠/이케부루로에서 구리하시까지, 구리하시부터 도부 닛코선 직결

### 홈 라이너 코가
우에노 역에서 출발하는코가 행 열차가 매일 주중 저녁에 출발한다. 승객들은 오직 우에노에서만 탑승이 가능하다. 다른 모든 역에서만 하차만 가능하다. 우에노, 우라와, 오미야, 히가시오미야, 하스다, 구키, 코가 역에 정차한다. 7량 185계나 9량 489계 전동차로 운행한다.

### 우에노 발착 보통/쾌속 운행
통근쾌속
우쓰노미야 행 통근쾌속은 아래에 설명하는 쾌속 라비트 호보다 더 적게 정차한다. 오직 주중 저녁에만 운행한다. 우에노 역에서 18:00에서 22:00까지 출발하고, 우쓰노미야에서 16:00에서 21:00까지 출발한다. 거의 한시간에 편도 운행이 된다. 열차 한 편은 구로이소까지 운행된다. 모든 열차는 10량 또는 15량 E231계 전동차이다.
쾌속 라비트 호
쾌속 라비트 호는 우에노와 우쓰노미야 역 사이를 운행하는데 몇몇 중간역을 통과한다. 라비트 호는 처음 일본국유철도에 의해서 한시간 또는 반시간마다 운행하는 쾌속열차로 운행되었다. 하지만 2004년 10월 이후부터, 라비트 호는 오직 아침에 두번 운행된다. 주말에, 이 열차는 통근쾌속 서비르를 대체한다. 열차는 모두 E231계 전동차이지만, 주말과 공휴일에 운행되는 오미야 행 편도로 211계가 운행된다.
보통
보통열차는 한시간에 4회 운행한다. 이 열차 중 하나는 고나네이 역까지 운행하고 나머지는 우쓰노미야에서 종착한다. 아침 첨두시간대에, 우에노 행 열차는 4-6분 배차간격을 가지고 운행한다. 10량, 15량 E231계와 211계로 운행된다.

### 쇼난 신주쿠 라인
우쓰노미야 선 내에서, 쇼난 신주쿠 라인 쾌속 열차와 보통 열차는 각각 한 시간에 한 대 운행된다. 우라와역과 사이타마신토신역에는 승강장이 없어서 정차하지 않았지만, 2012년에 우라와역 승강장 공사가 완료되었다. 모든 열차는 10량 또는 15량 E231계 및 E233계 전동차이다.
쾌속
쾌속열차는 한 시간에 한 번 운행하고, 제한된 정차를 한다. 신주쿠역과 우쓰노미야역을 1시간 35분에 잇는다.
보통
보통열차는 한 시간에 한 대(아침 시간대에는 한 시간에 두번) 운행한다. 모든 역에 정차한다. 신주쿠역과 오미야역을 32분에 잇는다.

### 우쓰노미야 – 구로이소
우쓰노미야 역과 구로이소 역 사이에는 보통열차와 쾌속열차 모두 모든 역에 정차한다. 열차는 거의 한 시간에 세 번 운행한다. 우쓰노미야와 구로이소를 거의 50분에 잇는다. 대부분의 열차는 211계 전동차이다.

## 사용 차량
- E233계
- E231계
- 185계(특별급행 차량)
- 205계(예정) - 우쓰노미야 ~ 구로이소 구간만

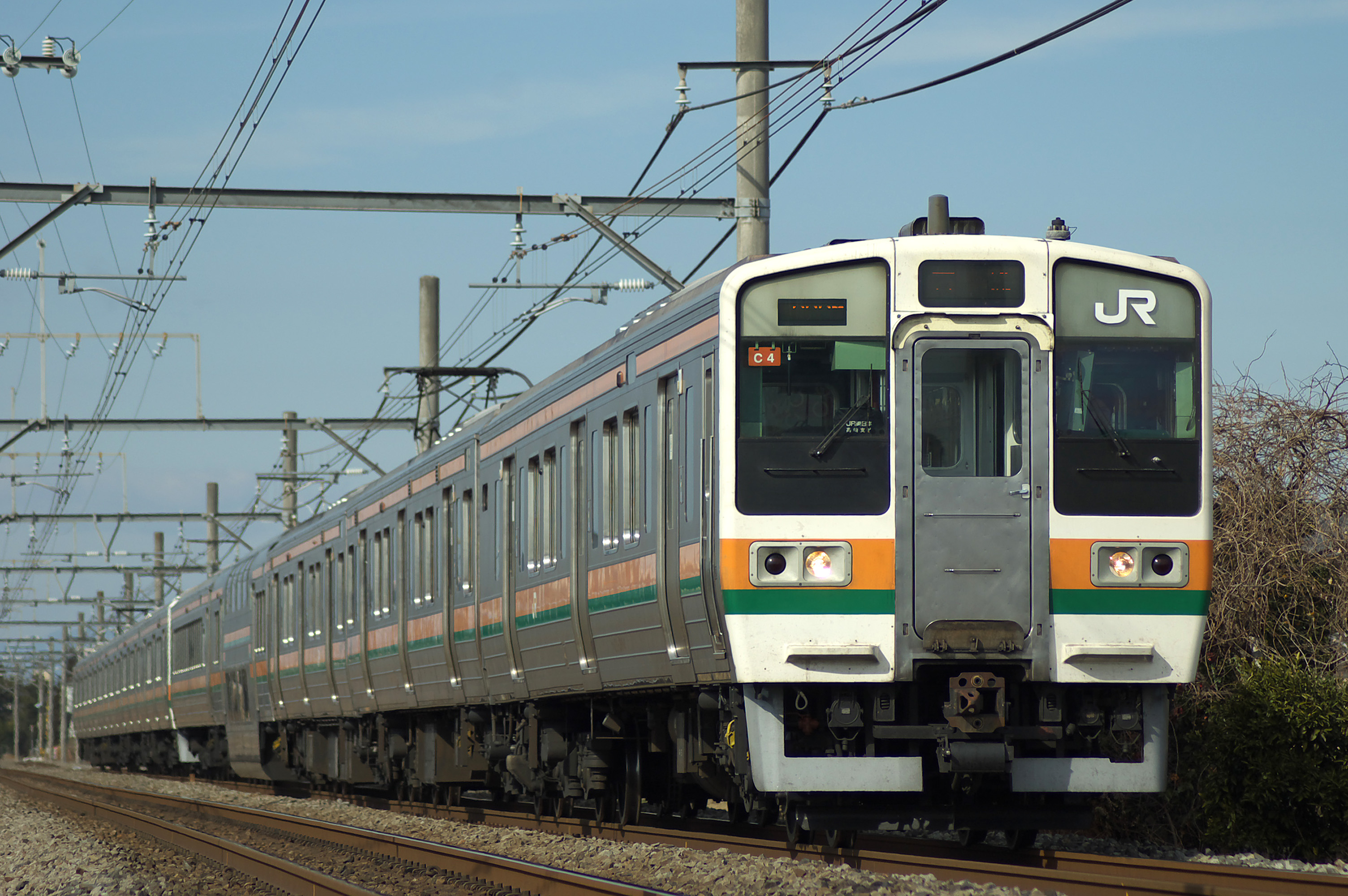
211계
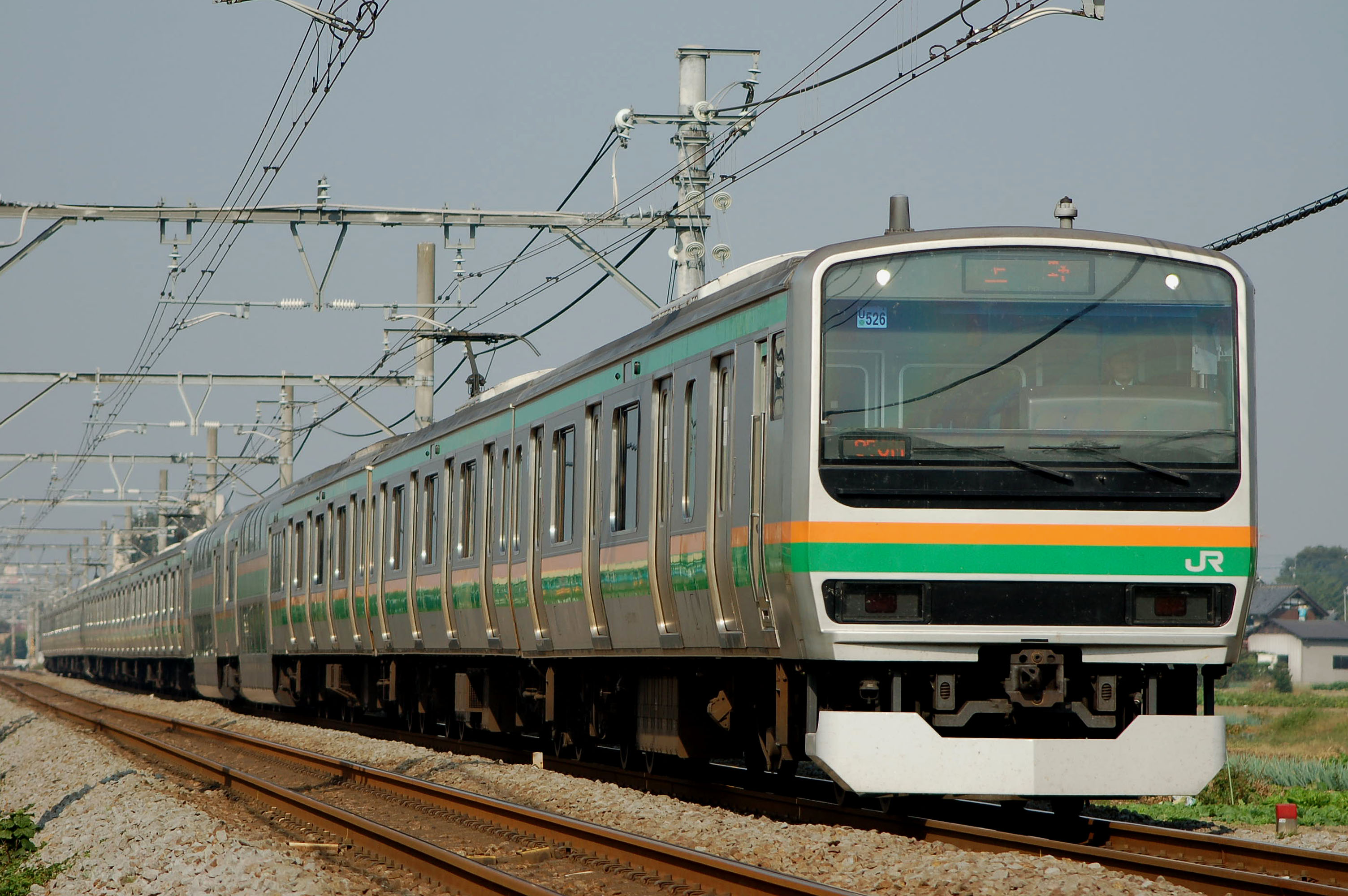
E231계
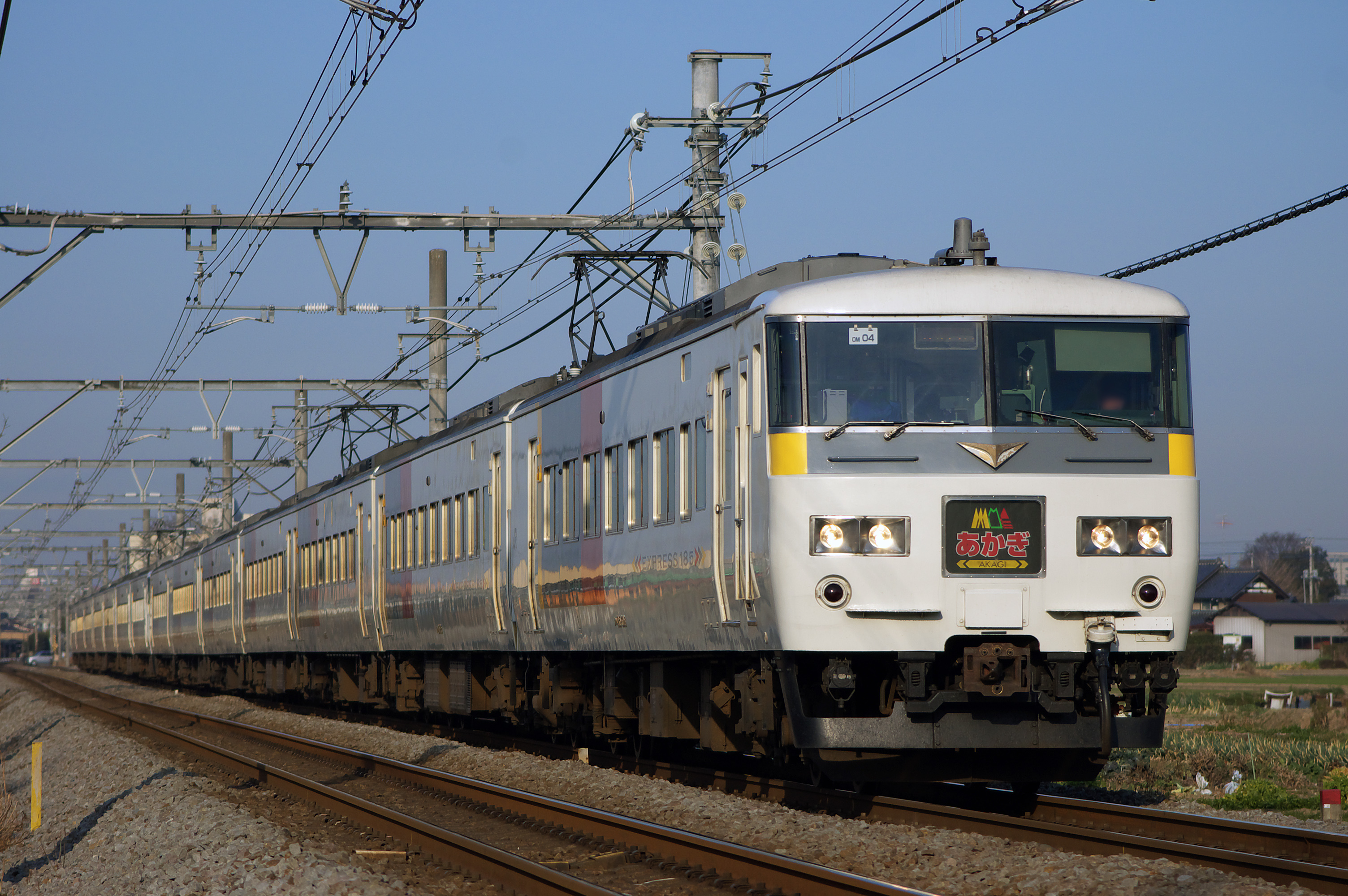
185계

## 역 목록
| 역명                   | 일본어 역명          | 접속 노선 | 역간 거리 | 누적 거리  | 소재지            | 소재지            | 소재지            |
| ---------------------- | -------------------- | --- | --------- | ---------- | ----------------- | ----------------- | ----------------- |
| 우에노                 | 上野                 | ■ 도호쿠 · 조에쓰 · 나가노 · 야마가타 · 아키타 신칸센 ■ 우에노도쿄라인(JU 02, 직결 운행) ■ 야마노테 선 ■ 게이힌 도호쿠 선 ■ 조반 쾌속선 ■ 조반선 ■ 게이세이 전철 본선 ○ 도쿄 메트로 긴자선 ○ 도쿄 메트로 히비야선 | 0.0       | 0.0        | 도쿄도            | 다이토구          | 다이토구          |
| 오쿠                   | 尾久                 | 오쿠 차량 센터가 있다. | 4.8       | 4.8        | 도쿄도            | 기타구            | 기타구            |
| 아카바네               | 赤羽                 | ■ 사이쿄 선 ■ 게이힌 도호쿠 선 | 5.0       | 9.8        | 도쿄도            | 기타구            | 기타구            |
| 우라와                 | 浦和                 | 게이힌 도호쿠 선 다카사키선 직결 운행 | 11.0      | 20.8       | 사이타마현        | 사이타마시        | 우라와구          |
| 사이타마 신도심        | さいたま新都心       | 게이힌 도호쿠 선 다카사키선 직결 운행 | 4.5       | 25.3       | 사이타마현        | 사이타마시        | 오미야구          |
| 오미야                 | 大宮                 | ■ 도호쿠 · 조에쓰 · 나가노 · 야마가타 · 아키타 신칸센 ■ 다카사키 선 ■ 게이힌 도호쿠 선 ■ 사이쿄 선 ■ 도부 철도 노다 선 사이타마 신도시 교통 이나 선                                                               | 1.6       | 26.9       | 사이타마현        | 사이타마시        | 오미야구          |
| 도로                   | 土呂                 | | 3.0       | 29.9       | 사이타마현        | 사이타마시        | 기타구            |
| 히가시오미야           | 東大宮               | 2.1 | 32.0      | 미누마구   | 사이타마현        | 사이타마시        |                   |
| 하스다                 | 蓮田                 | 3.8 | 35.8      | 하스다시   | 하스다시          |                   |                   |
| 시라오카               | 白岡                 | 4.3 | 40.1      | 시라오카시 | 시라오카시        |                   |                   |
| 신시라오카             | 新白岡               | 2.4 | 42.5      | 시라오카시 | 시라오카시        |                   |                   |
| 구키                   | 久喜                 | ■ 도부 철도 이세사키 선 | 3.0       | 45.5       | 구키시            | 구키시            |                   |
| 히가시와시노미야       | 東鷲宮               | | 2.7       | 48.2       | 기타카쓰시카군    | 와시미야정        |                   |
| 구리하시               | 栗橋                 | ■ 도부 철도 닛코 선 | 5.6       | 53.8       | 기타카쓰시카군    | 구리하시정        |                   |
| 고가                   | 古河                 | | 7.5       | 61.3       | 이바라키현 고가시 | 이바라키현 고가시 | 이바라키현 고가시 |
| 노기                   | 野木                 | 4.7 | 66.0      | 도치기현   | 시모쓰가군        | 노기정            |                   |
| 마마다                 | 間々田               | 3.9 | 69.9      | 도치기현   | 오야마시          | 오야마시          |                   |
| 오야마                 | 小山                 | ■ 도호쿠 · 야마가타 · 아키타 신칸센 ■ 료모 선 ■ 미토선 | 7.3       | 도치기현   | 오야마시          | 오야마시          | 77.2              |
| 고가네이               | 小金井               | | 7.5       | 도치기현   | 84.7              | 시모쓰케시        | 시모쓰케시        |
| 지치이다이 (지치 의대) | 自治医大             | 2.6 | 87.3      | 도치기현   |                   | 시모쓰케시        | 시모쓰케시        |
| 이시바시               | 石橋                 | 4.7 | 92.0      | 도치기현   |                   | 시모쓰케시        | 시모쓰케시        |
| 우쓰노미야 화물 터미널 | 宇都宮貨物ターミナル | 1.2 | 93.2      | 도치기현   | 가와치군          | 가미노카와정      |                   |
| 스즈메노미야           | 雀宮                 | 5.2 | 98.4      | 도치기현   | 우쓰노미야시      | 우쓰노미야시      |                   |
| 우쓰노미야             | 宇都宮               | ■ 도호쿠 · 야마가타 · 아키타 신칸센 ■ 닛코 선 우쓰노미야 라이트레일 우쓰노미야 하가 라이트레일 선 | 7.7       | 도치기현   | 우쓰노미야시      | 우쓰노미야시      | 106.1             |
| 오카모토               | 岡本                 | | 6.2       | 도치기현   | 우쓰노미야시      | 우쓰노미야시      | 112.3             |
| 호샤쿠지               | 宝積寺               | ■ 가라스야마 선 | 5.5       | 도치기현   | 117.8             | 시오야군          | 다카네자와정      |
| 우지이에               | 氏家                 | | 5.9       | 도치기현   | 123.7             | 사쿠라시          | 사쿠라시          |
| 가마스사카             | 蒲須坂               | 4.5 | 128.2     | 도치기현   |                   | 사쿠라시          | 사쿠라시          |
| 가타오카               | 片岡                 | 3.9 | 132.1     | 도치기현   | 야이타시          | 야이타시          |                   |
| 야이타                 | 矢板                 | 6.3 | 138.4     | 도치기현   | 야이타시          | 야이타시          |                   |
| 노자키                 | 野崎                 | 4.8 | 143.2     | 도치기현   | 오타와라시        | 오타와라시        |                   |
| 니시나스노             | 西那須野             | 5.2 | 148.4     | 도치기현   | 나스시오바라시    | 나스시오바라시    |                   |
| 나스시오바라           | 那須塩原             | ■ 도호쿠 · 야마가타 · 아키타 신칸센 | 6.0       | 도치기현   | 나스시오바라시    | 나스시오바라시    | 154.4             |
| 구로이소               | 黒磯                 | ■ 도호쿠 본선 (직결 운행) | 5.5       | 159.9      | 나스시오바라시    | 나스시오바라시    |                   |

## 같이 보기
- 도호쿠 본선
- 다카사키선
- 쇼난 신주쿠 라인
- 우에노 도쿄 라인